# Supercup van Kazachstan
De Supercup van Kazachstan (Kazachs Қазақстан Суперкубок) is sinds 2008 een jaarlijks terugkerende wedstrijd aan het begin van het voetbalseizoen tussen de kampioen van de Premjer-liga en de bekerwinnaar. Later werd besloten dat, als beide competities gewonnen worden door dezelfde club, de runner-up van de Premjer-Liga de plaats inneemt van de bekerwinnaar; in 2009 was dat nog niet het geval: dat jaar werd er geen Supercup gespeeld omdat Aqtöbe FK in 2008 de dubbel had gewonnen en de verliezend bekerfinalist, Almatı FK, niet meer bestond.
Al in 1995 werd voor aanvang van het seizoen een wedstrijd gespeeld tussen de kampioen en bekerwinnaar van 1994, Elimay FK Semey resp. Vostok FK Öskemen: de eerste Supercup. Wegens gebrek aan belangstelling (er kwamen ongeveer 3.000 toeschouwers op het duel af) kreeg deze seizoensouverture vooralsnog geen vervolg.
Pas vanaf 2008 mogen we spreken van een georganiseerde, jaarlijks terugkerende Supercup. De eerste edities (1995 en 2008) werden nog gespeeld in het Almatı Ortalıq Stadïon (Centraalstadion), maar vanaf 2010 is de Astana Arena de vaste locatie.

## De beker
De beker is sinds 2008 een 55 cm hoge trofee van goud, zilver en jaspis, gemaakt door een juweliersfirma in Zlatoust in de Russische oblast Tsjeljabinsk.
Welke trofee Elimay FK Semey in 1995 mee naar huis mocht nemen, is niet bekend.

## De wedstrijden
| Editie | Datum            | Landskampioen       | Bekerwinnaar        | Uitslag                             |
| ------ | ---------------- | ------------------- | ------------------- | ----------------------------------- |
| 1995   | maart 1995       | Elimay FK Semey     | Vostok FK Öskemen   | 2 - 0 (1 - 0)                       |
| 2008   | 2 maart 2008     | Aqtöbe FK           | Tobıl FK Qostanay   | 2 - 0 (1 - 0)                       |
| 2010   | 14 maart 2010    | Aqtöbe FK           | Atıraw FK           | 2 - 0 (1 - 0)                       |
| 2011   | 2 maart 2011     | Tobıl FK Qostanay   | Lokomotïv FK Astana | 1 - 2 (0 - 1)                       |
| 2012   | 6 maart 2012     | Sjachtjor Karaganda | Ordabası FK Şımkent | 0 - 1 (0 - 0)                       |
| 2013   | 3 maart 2013     | Sjachtjor Karaganda | Astana FK           | 3 - 2 n.v. (0 - 0, 2 - 2)           |
| 2014   | 9 maart 2014     | Aqtöbe FK           | Sjachtjor Karaganda | 1 - 0 (0 - 0)                       |
| 2015   | 1 maart 2015     | Astana FK           | Kairat Almaty       | 0 - 0 (0 - 0, 3-2 na strafschoppen) |
| 2016   | 8 maart 2016     | Astana FK           | Kairat Almaty       | 0 - 0 (0 - 0, 4-5 na strafschoppen) |
| 2017   | 4 maart 2017     | Astana FK           | Kairat Almaty       | 0 - 2                               |
| 2018   | 4 maart 2018     | Astana FK           | Kairat Almaty       | 3 - 0                               |
| 2019   | 3 maart 2019     | Astana FK           | Kairat Almaty       | 2 - 0                               |
| 2020   | 20 februari 2020 | Astana FK           | Qaysar FK Qızılorda | 1 - 0                               |
| 2021¹  | 6 maart 2021     | Tobol Qostanay      | Astana FK           | 1 - 1 (5-4 na strafschoppen)        |
| 2022   | 2 maart 2022     | Tobol Qostanay      | Kairat Almaty       | 2 - 1                               |

¹2021: toernooivorm met Kairat (kampioen), Tobol (2e), Astana (3e) en Sjachtjor Karaganda (4e).

## De winnaars
| Club                | # Deelname | # Winst | # Verlies |
| ------------------- | ---------- | ------- | --------- |
| Astana FK           | 9          | 5       | 4         |
| Aqtöbe FK           | 3          | 3       | 0         |
| Kairat Almaty       | 7          | 2       | 5         |
| Sjachtjor Karaganda | 4          | 2       | 2         |
| Tobıl FK Qostanay   | 4          | 2       | 2         |
| Elimay FK Semey     | 1          | 1       | 0         |
| Ordabası FK Şımkent | 1          | 1       | 0         |
| Atıraw FK           | 1          | 0       | 1         |
| Vostok FK Öskemen   | 1          | 0       | 1         |
| Qaysar FK Qızılorda | 1          | 0       | 1         |

.

## Trivia
- Viermaal won de landskampioen, tweemaal de bekerwinnaar.
- De eerste zes edities werden gespeeld tussen de landskampioen en de bekerwinnaar.
- Topscorer is Sergey Strukov van Aqtöbe FK met 3 doelpunten.
- Scheidsrechter Ruslan Duzmambetov heeft 2 finales geleid.
- De best bezochte finales waren die van 2008 en 2012 (12.000 toeschouwers); de minste belangstelling ging uit naar de finales van 1995 (3.000 toeschouwers) en 2011 (4.100 toeschouwers).
- De eerste finale waarin een verlenging nodig was, was die van 2013.

1995 · 2008 · 2010 · 2011 · 2012 · 2013 · 2014 · 2015 · 2016 · 2017 · 2018 · 2019 · 2020 · 2021
Premjer-Liga · 
birinşi lïgası ·
Beker van Kazachstan · 
Supercup van Kazachstan

Kazachse deelnemers aan de AFC-toernooien · 
Kazachse deelnemers aan de UEFA-toernooien

Kazachse voetbalbond · 
Kazachs voetbalelftal